# Breitenhain
Breitenhain é uma localidade e antigo município da Alemanha localizado no distrito de Saale-Orla, estado da Turíngia. Desde 1 de dezembro de 2010, forma parte do município de Neustadt an der Orla.